# India International 2014
Die India International 2014 im Badminton fanden vom 10. bis zum 14. Dezember 2014 in Mumbai im Cricket Club of India (CCI) im Brabourne Stadium in der Dinshow Vachha Road in Churchgate statt.

## Sieger und Platzierte
| Disziplin    | Gold                         | Silber                          | Bronze                                  |
| ------------ | ---------------------------- | ------------------------------- | --------------------------------------- |
| Herreneinzel | H. S. Prannoy                | R. M. V. Gurusaidutt            | Ajay Jayaram                            |
| Herreneinzel | H. S. Prannoy                | R. M. V. Gurusaidutt            | Akshit Mahajan                          |
| Dameneinzel  | Ruthvika Shivani             | Arundhati Pantawane             | P. C. Thulasi                           |
| Dameneinzel  | Ruthvika Shivani             | Arundhati Pantawane             | Saili Rane                              |
| Herrendoppel | Manu Attri B. Sumeeth Reddy  | Shlok Ramchandran Sanyam Shukla | Tarun Kona Santosh Ravuri               |
| Herrendoppel | Manu Attri B. Sumeeth Reddy  | Shlok Ramchandran Sanyam Shukla | K. Nandagopal Arjun Kumar Reddy Malgari |
| Damendoppel  | Aparna Balan Prajakta Sawant | J. Meghana Maneesha Kukkapalli  | Shruti Mundada Riya Pillai              |
| Damendoppel  | Aparna Balan Prajakta Sawant | J. Meghana Maneesha Kukkapalli  | Dhanya Nair Mohita Sahdev               |
| Mixed        | Manu Attri Siki Reddy        | Akshay Dewalkar Pradnya Gadre   | Sanyam Shukla Maneesha Kukkapalli       |
| Mixed        | Manu Attri Siki Reddy        | Akshay Dewalkar Pradnya Gadre   | Shlok Ramchandran J. Meghana            |